# Song Min-kyu (Fußballspieler)
Song Min-kyu (koreanisch 송민규, * 12. September 1999 in Nonsan) ist ein südkoreanischer Fußballspieler, der bei der K-League-Franchise Pohang Steelers unter Vertrag steht.

## Karriere

### Verein
Song Min-kyu wurde in Nonsan geboren und wuchs dort sowie in der nahen Millionenstadt Daejeon auf. Er spielte in diversen Schulmannschaften sowie der Jugendabteilung des Chungju Hummel FC. Nach seinem Abschluss an der Chungju Commercial High School kam er zur Saison 2018 im Rahmen eines Auswahlverfahrens zur K-League-Franchise Pohang Steelers. Sein Debüt in der höchsten koreanischen Spielklasse bestritt er am 2. Mai 2018 (11. Spieltag) beim 0:0-Unentschieden gegen Incheon United, als er in der 74. Spielminute für Jung Won-jin eingewechselt wurde. In dieser Spielzeit kam er in einer weiteren Ligapartie zum Einsatz.
In seinem ersten Ligaeinsatz im darauffolgenden Spieljahr 2019 am 3. April 2019 (5. Spieltag) erzielte er den entscheidenden Siegtreffer zum 1:0-Heimsieg gegen den Gangwon FC. Nach einer kurzen Verletzungspause etablierte sich der Flügelspieler in der Startformation. Er beendete die Spielzeit mit zwei Toren und drei Vorlagen, welche er in 27 Ligaeinsätzen sammeln konnte.
Seine Quote an Torbeteiligungen konnte er in der nächsten Saison 2020 steigern und er entwickelte sich zu einem der talentiertesten Offensivspieler der Liga. Am 5. Juli 2020 (10. Spieltag) erzielte er beim 4:0-Auswärtssieg gegen den Seongnam FC einen Doppelpack und bereitete zusätzlich einen Treffer vor. Mit zehn Toren und sechs Vorlagen war er in diesem Spieljahr einer der gefährlichsten Angreifer in der Liga. Mit diesen Werten trug er auch wesentlich zur starken Saison seiner Mannschaft bei, welche in einem dritten Tabellenrang und der Qualifikation zum Play-off für die AFC Champions League endete. Seine ausgezeichneten Leistungen in dieser Spielzeit brachten ihm am 5. November 2020 die Auszeichnung zum besten jungen Spieler des Jahres ein.

### Nationalmannschaft
Song, der zuvor in seiner Karriere nie für eine Juniorenmannschaft Südkoreas berücksichtigt wurde, wurde am 2. November 2020 erstmals in den Kader der U23 einberufen.

## Erfolge
- K League Young Player of the Year: 2020